# Josef Brisch
Josef Brisch, auch Joseph Brisch, (* 4. April 1889 in Hüttendorf; † 14. Februar 1952 in Dormagen) war ein deutscher Beamter, Gewerkschafter und Politiker.

## Leben
Josef Brisch machte nach der Volksschule eine Lehre als Maurer. Den Ersten Weltkrieg verbrachte er als Soldat bei der Marine. Nach Kriegsende wurde er im Dezember 1918 Parteisekretär der SPD, ein Jahr später Redakteur in Kattowitz. Im Rahmen der Volksabstimmung in Oberschlesien war er Beauftragter der deutschen Kommission und Mitglied im Ausschuss für die Abstimmung. Ab August 1922 war er Hilfsarbeiter bei der Regierung Oppeln, ab April 1925 beim Landratsamt Delitzsch. Im April 1926 wurde er zum Regierungspräsidium Düsseldorf versetzt, mit zwischenzeitlicher Beurlaubung zum Reichsarbeitsministerium. Am 15. Oktober 1927 wurde er zum Schlichter im Schlichterbezirk Westfalen ernannt und zum 1. September 1929 zum Direktor des Oberversicherungsamtes Dortmund.
Am 21. Januar 1930 wurde in Solingen von der Linksmehrheit des Stadtrats der KPD-Funktionär Hermann Weber mit den Stimmen von SPD, KPD und KPO zum Oberbürgermeister der Stadt gewählt und damit zum ersten gewählten Stadtoberhaupt des seit 1929 bestehenden „Groß-Solingen“. Die Wahl Webers erhielt aber vom SPD-geführten Preußischen Staatsministerium nicht die gesetzlich vorgeschriebene Bestätigung, da dieser sich weigerte, eine Loyalitätserklärung für die Staatsordnung zu unterschreiben.:91 Deshalb wurde das Wahlergebnis aufgehoben und stattdessen Brisch als kommissarischer Verwaltungschef eingesetzt; darauf hatte die SPD-Fraktion im Stadtrat spekuliert, die nicht genügend Sitze hatte, um einen eigenen Kandidaten durchzubringen.:6 Zwei Monate später versuchte das Staatsministerium, Brisch offiziell wählen zu lassen, aber Weber erhielt erneut die Mehrheit. Auch diese zweite Wahl wurde annulliert und Brisch als Oberbürgermeister eingesetzt. Diese Ernennung wurde im Januar 1931 von der Preußischen Staatsregierung definitiv bestätigt und Brischs Amtszeit auf zwölf Jahre festgelegt. Als einziger Oberbürgermeister der Rheinprovinz in den Jahren 1900 bis 1945 war Brisch nicht akademisch vorgebildet, besaß aber die Befähigung zum höheren Verwaltungsamt. Bei seiner Amtseinführung warfen die Kommunisten aus Protest mit faulen Eiern. Brisch war der einzige sozialdemokratische Oberbürgermeister der Rheinprovinz, verdankte das Amt allerdings keiner Wahl, sondern der Ernennung durch das Staatsministerium.
Der neue Oberbürgermeister konnte die Stadt wegen einer desolaten Haushaltslage, steigender Arbeitslosenzahlen und fehlendem Rückhalt durch die Stadtverordnetensammlung nur mit Hilfe von Notverordnungen und rigorosen Sparmaßnahmen verwalten, wodurch die kommunale Selbstverwaltung weitgehend ausgehöhlt wurde. So sah er sich im Jahr 1932 gezwungen, das Schulgebäude der August-Dicke-Schule an den preußischen Staat zu verkaufen. Dadurch kam es zum Bruch zwischen Brisch und seiner Partei, weil der OB diese Entscheidung über die Köpfe der Stadtverordneten hinweg getroffen hatte und das Gebäude statt einer Volksschule, darunter eine weltliche, fortan ein Mädchengymnasium beherbergen sollte. Wegen dieser und weiterer autoritären Maßnahmen strengte die SPD ein Parteiausschlussverfahren gegen ihn an, das aber bis zur Machtergreifung durch die Nationalsozialisten nicht abgeschlossen wurde.:8
Nach der Machtergreifung der Nationalsozialisten wurde Brisch kurzzeitig verhaftet und am 10. März 1933 als Oberbürgermeister „beurlaubt“. Seine Entlassung folgte am 20. August 1933 aufgrund § 4 des Berufsbeamtengesetzes. Der diskriminierende Paragraph sprach den Entlassenen die Eignung als Beamter ab, da ihre Treue zum Staat auf Grund ihrer politischen Betätigung nachhaltig in Zweifel gezogen wurde. In den folgenden Jahren schloss er sich als gläubiger Katholik der katholischen Organisation Missions-Verkehrs-Arbeitsgemeinschaft (MIVA) an, bei der zahlreiche arbeitslose ehemalige Zentrumspolitiker Unterschlupf gefunden hatten, und hatte dadurch Kontakte zum Kölner Kreis. Brisch gehörte derselben Pfarrgemeinde wie Bernhard Letterhaus und Nikolaus Groß an und vermittelte Kontakte zu Sozialdemokraten wie Wilhelm Leuschner und Carl Severing.
Im Jahr 1945 wurde Josef Brisch von den Alliierten zunächst in Köln als Personaldezernent eingesetzt, zog sich jedoch nach kurzer Zeit zurück, weil er als einer der wenigen Sozialdemokraten in der Verwaltung den „Kampf gegen die Adenauer-Clique aufgegeben“ habe. Nochmals erfolgte seine Einsetzung als Oberbürgermeister von Solingen, bis zur Ernennung des Kommunisten Albert Müller 1946. Später wurde Brisch Vorstandsmitglied des Deutschen Gewerkschaftsbunds, wo er sich als Befürworter der Rückkehr zur uneingeschränkten Tarifautonomie profilierte. Im Februar 1952 kam er bei einem Verkehrsunfall ums Leben.